# هيربرت ميتزجر
هيربرت ميتزجر (بالألمانية: Heribert Metzger)‏ (و. 1950  م) هو موسيقي، وعازف أرغن، ومعلم موسيقى نمساوي، ولد في فيينا، يستخدم آلات أورغن.